# Historia económica de Grecia y del mundo griego

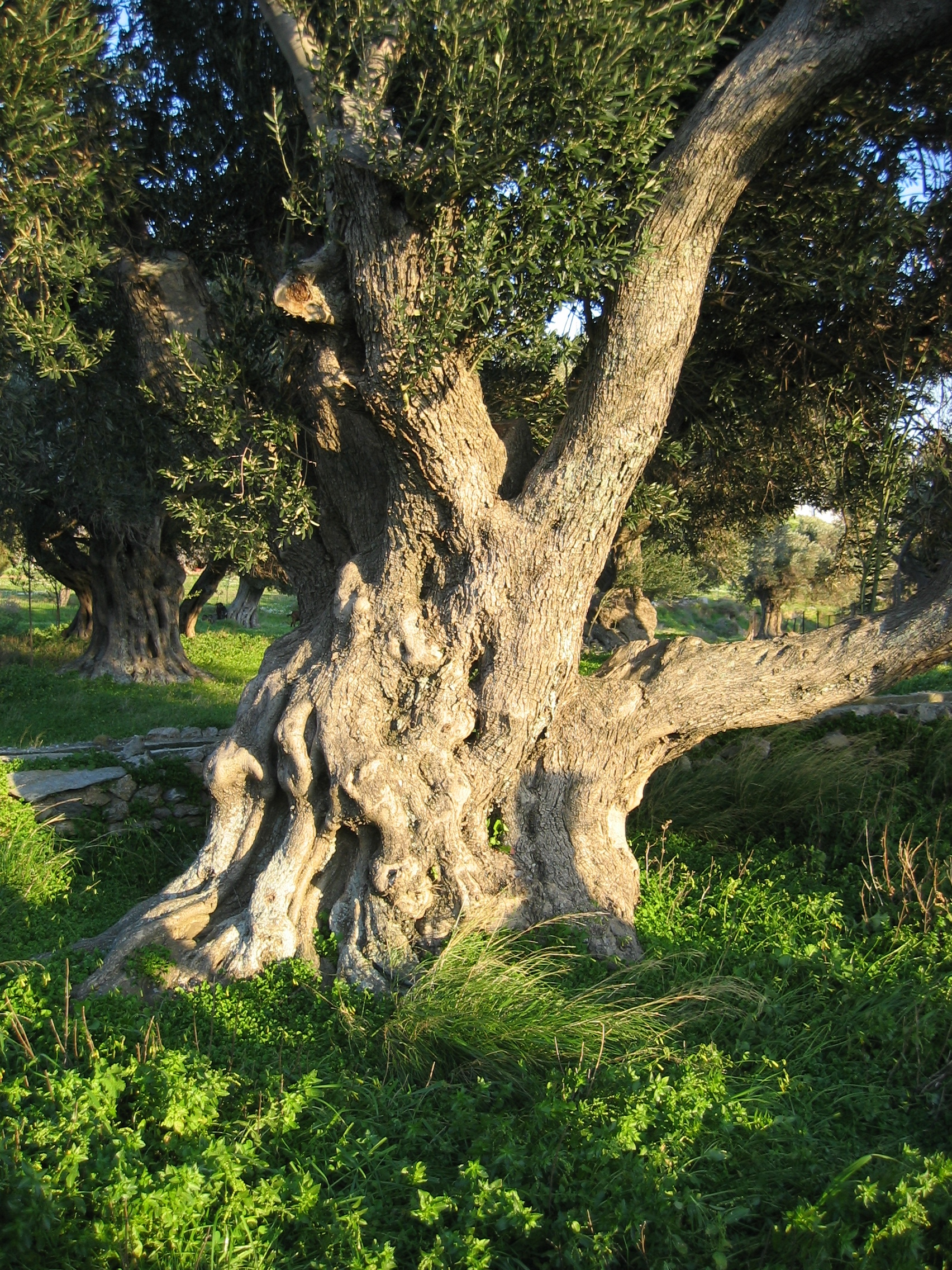
Un olivo, la base de la agricultura económica griega, en Eubea.

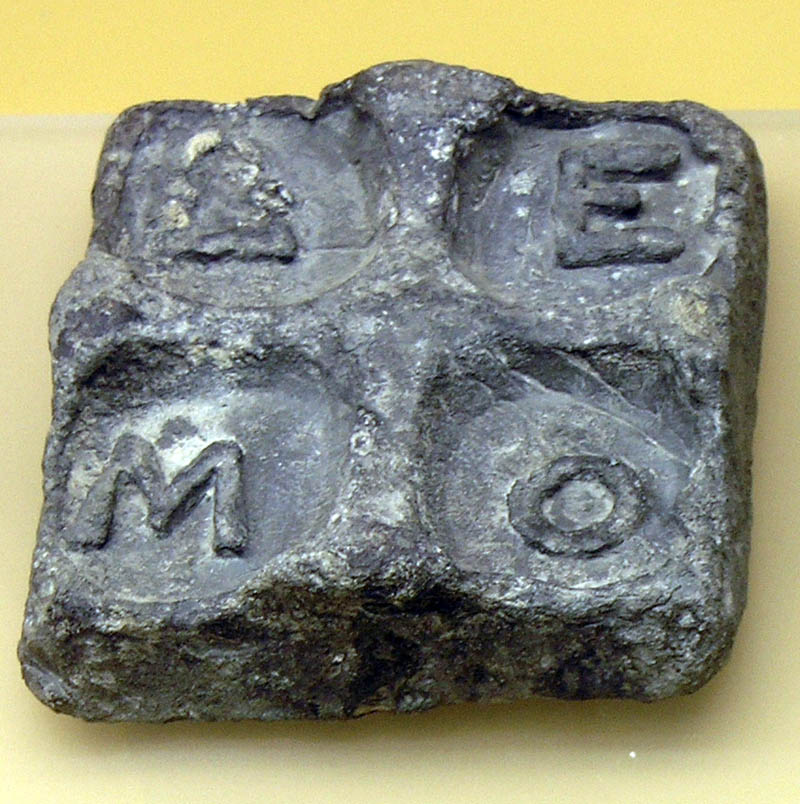
Peso de plomo, encontrado en el Ágora de Atenas, que era utilizado con fines comerciales. Museo Arqueológico Nacional de Atenas.

La Historia económica de Grecia y del mundo griego abarca varios milenios y comprende muchos estados nacionales actuales.
Dado que el punto central del Mundo Griego ha cambiado a menudo, es necesario ampliar todas estas áreas en función de la época. La historia económica de Grecia se refiere a la historia económica del Estado nacional griego desde 1829.

## Primeras civilizaciones griegas

Las principales islas del archipiélago de las Cícladas, en el mar Egeo,

### Civilización cicládica
La civilización cicládica es el primer centro de comercio de mercancías. Estaba ampliamente distribuida por toda la región del mar Egeo.

### Civilización minoica
La civilización minoica surgió en Creta a principios de la Edad del Bronce, tenía una amplia gama de intereses económicos y era una especie de centro comercial, exportando muchos artículos a la Grecia continental, así como al Imperio de Egipto de la época. Los minoicos también fueron innovadores, desarrollando o adoptando un sistema de pesos de plomo para facilitar las transacciones económicas. A pesar de esto, la civilización minoica siguió siendo, en su mayor parte, una civilización impulsada por la agricultura.
La artesanía era una parte importante de la economía minoica, ya que producía muchos bienes que se valoraban tanto en el comercio como en la propia Creta. Las tablillas de la Línea B se refieren a menudo a los hombres o a su trabajo, aunque también había mujeres artesanas, que trabajaban principalmente en la industria textil. También se sabe, por las evidencias arqueológicas, que los artesanos minoicos practicaban una gran variedad de trabajos, entre ellos: escribas, alfareros, trabajadores del metal, del cuero, artistas del vidrio y la loza, pintores, escultores, grabadores y joyeros. Debido a la escasez de pruebas sobre la ocupación, no sabemos si un trabajador podía dominar varios oficios o estar totalmente especializado en una profesión. En todos los palacios había una zona reservada para los artesanos y sus talleres, y en ciudades como Malia, tenían tanto talleres en la ciudad como en el palacio.
La producción de aceite era una actividad importante a la que se dedicaban los artesanos minoicos. En los palacios destruidos se encontró un gran número de frascos de aceite que nos hablan de la importancia de esta industria. El aceite era una parte muy importante de la industria de la perfumería, ya que se utilizaba para limpiar la suciedad del cuerpo, de forma parecida a como lo hace el jabón hoy en día. Los perfumes también se rociaban en la ropa, por razones estéticas. Es cierto que los perfumes eran un artículo de lujo del comercio minoico.

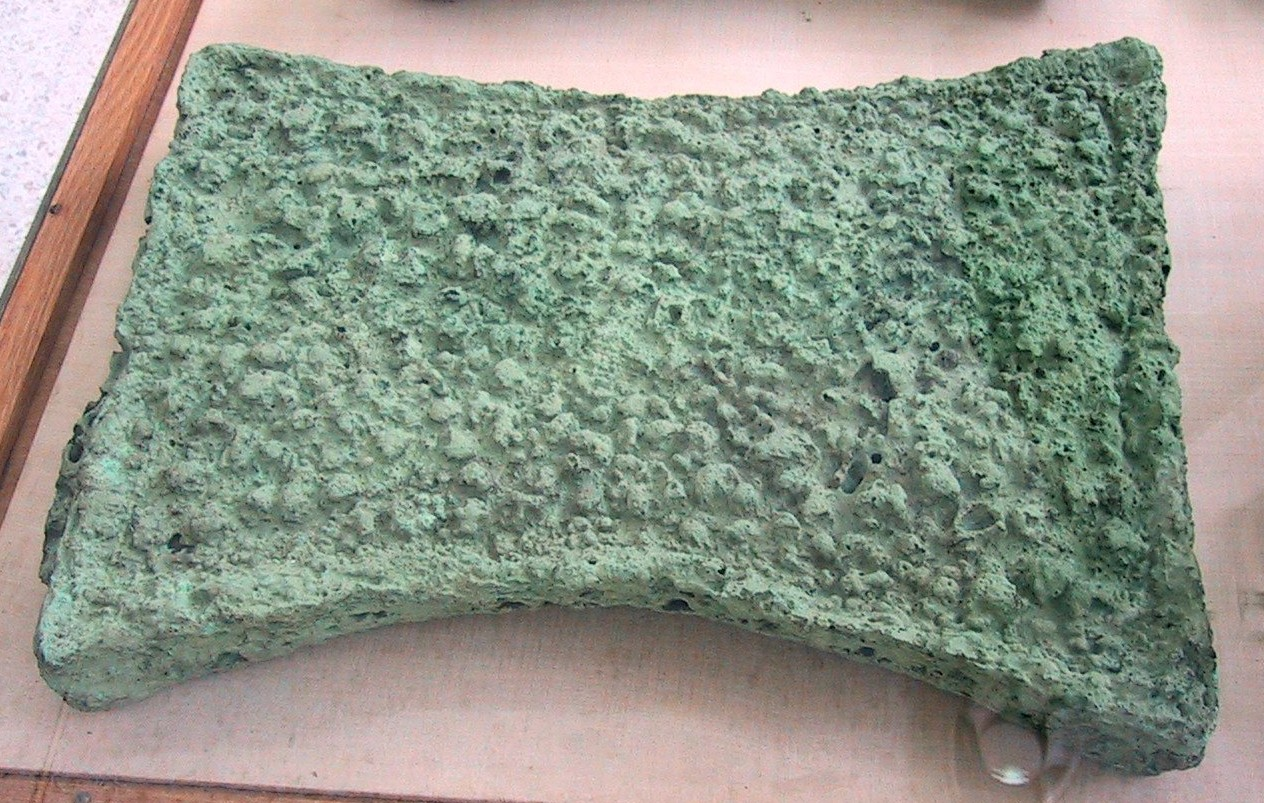
Lingote de cobre minoico.

Las industrias del bronce eran también un aspecto importante de la economía minoica y el arte de la fabricación del bronce era muy común, lo que se deduce del hecho de que se hayan descubierto pruebas de fabricación en muchas ciudades, como Festo y Zakro, pero también de que las pruebas en la zona de Malia demuestran que las operaciones de fabricación de bronce eran florecientes en muchos de los palacios. Se cree que los minoicos importaban estaño y cobre para fabricar lingotes de bronce para otros pueblos. Las pinturas de las tumbas egipcias muestran que los Keftiu —pueblo que se cree que es el de los minoicos— llevan dichos lingotes al rey egipcio en un intercambio de regalos —los egipcios y los minoicos tenían una historia de intercambio cultural—. En Cnosos se han encontrado numerosos objetos de bronce, como espejos de bronce, figuras votivas, cuchillos, y pequeñas herramientas de bronce.
La industria de la talla en piedra produjo muchos vasos y lámparas, de los que se han encontrado ejemplos en palacios y villas palaciegas de toda Creta minoica. Otra industria que contribuyó a la economía minoica fue la del vino, que se menciona en la línea A, pero las pequeñas cantidades a las que se hace referencia sugieren que era un producto reservado a la clase más rica.

### Civilización micénica

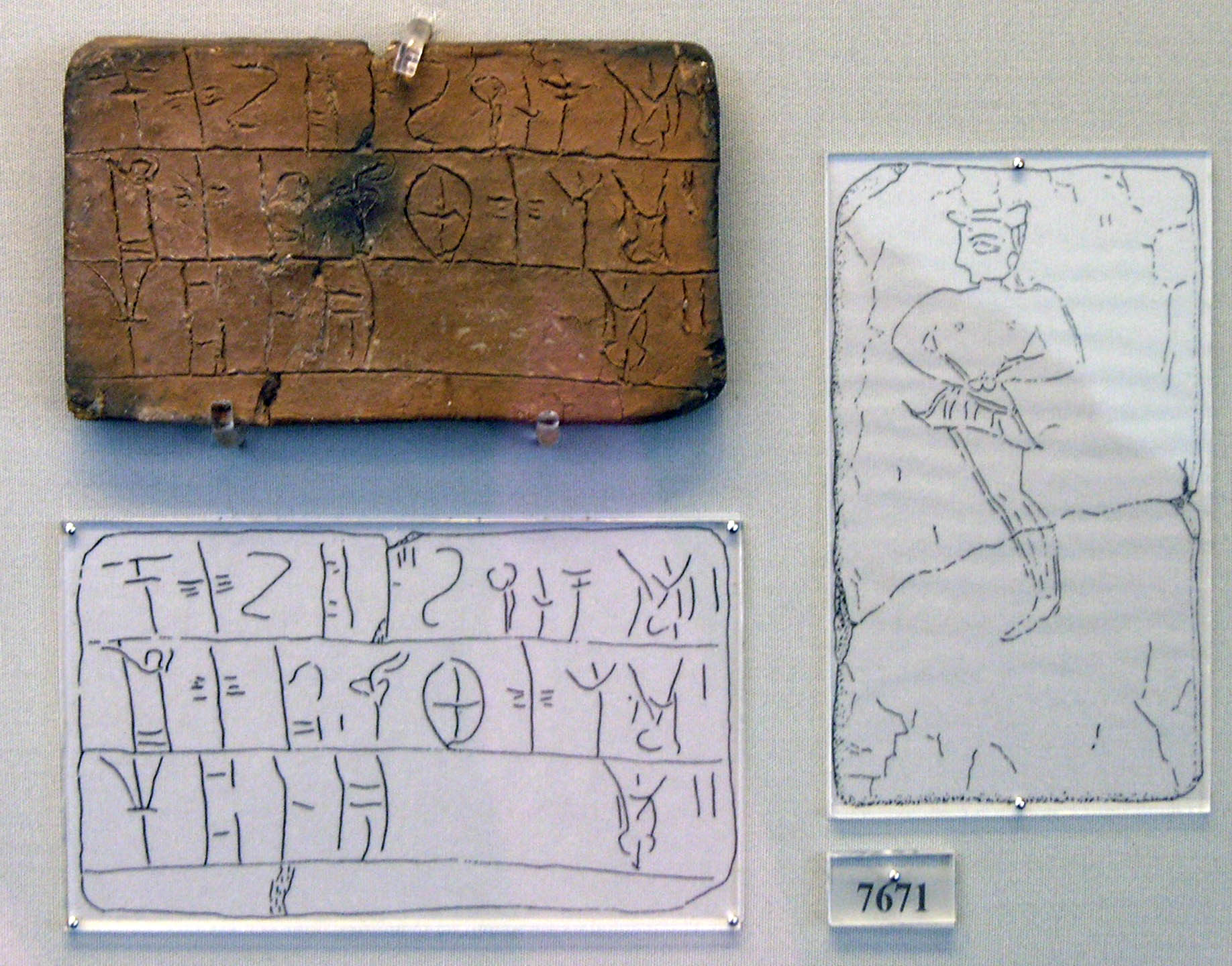
Tablilla micénica que trata de un pedido de lana, Museo Nacional de Arqueología de Atenas.

La civilización micénica surgió a finales de la Edad de Bronce y sustituyó a los minoicos como fuerza económica dominante en la zona. La economía micénica se basaba en la agricultura. Las tablillas de Pilos y Cnosos demuestran que se producían dos tipos de alimentos principales: el trigo y la cebada.
La agricultura estaba muy organizada, lo que se pone de manifiesto en los registros escritos de entregas de productos de la tierra, impuestos en especie debidos al palacio, una liebre reservada para los dioses, etc. La tierra utilizada para la agricultura era básicamente de dos tipos, representados por los términos ko-to-na (ktoina) ki-ti-me-na y ko-to-na ke-ke-me-na. El primero se refiere a la tierra de propiedad privada, el segundo a la pública (propiedad de los damos). Tanto en Cnosos como en Pilos, los cereales eran la base del sistema de raciones. En Cnosos, por ejemplo, las raciones para un grupo de trabajo compuesto por 18 hombres y 8 niños son de 97,5 unidades de cebada.
Además de los cereales, los micénicos también producían vino, aceite de oliva, aceite de diversas especias e higos. En cuanto al vino, no figura en las listas de racionamiento ordinarias y puede haber sido algo de lujo o posiblemente para la exportación. El comercio micénico estaba muy avanzado e incluso hay pruebas de un comercio de ámbar desde Gran Bretaña.
Los metales también eran una parte muy importante de la economía micénica, durante el periodo micénico había cinco metales en uso: oro, plata, cobre, estaño y plomo. El hierro no era desconocido, pero era muy raro. Por tanto, el bronce era el principal metal para la fabricación de herramientas y armas. Aunque el bronce era el metal más importante para los micénicos, era relativamente escaso y caro. Los conocimientos sobre la industria micénica del bronce proceden en su totalidad de Pilos, donde hay alguna información sobre los herreros. La mayoría de las tablillas relativas al bronce demuestran un control muy estricto de la industria del metal por parte del palacio.

## La antigua Grecia y la aparición de la polis

### Edad Oscura de Grecia
La Edad Oscura griega fue un periodo de estancamiento económico para los griegos tras la destrucción del complejo sistema económico micénico, la pérdida de la extendida escritura Lineal B supuso un freno al desarrollo y el deterioro del nivel de vida. Sin embargo, los patrones comerciales básicos se mantuvieron.

### Ciudades-estado
La aparición de la «polis» como modelo de gobierno ideal tras el fin de la Edad Media griega influyó enormemente en la economía de los griegos de la época. Este periodo, comprendido entre el siglo VIII a. C. y el siglo IV a. C., se denomina convencionalmente «Grecia antigua». Las principales cuestiones relativas a la economía griega antigua están relacionadas con la organización doméstica (oikos), la legislación de las ciudades y las primeras instituciones económicas, la invención de la moneda y el grado de monetización de la economía griega, el comercio y su papel crucial en la caracterización de la economía —modernismo frente a primitivismo—, la invención de la banca y el papel de la esclavitud en la producción.

#### Atenas

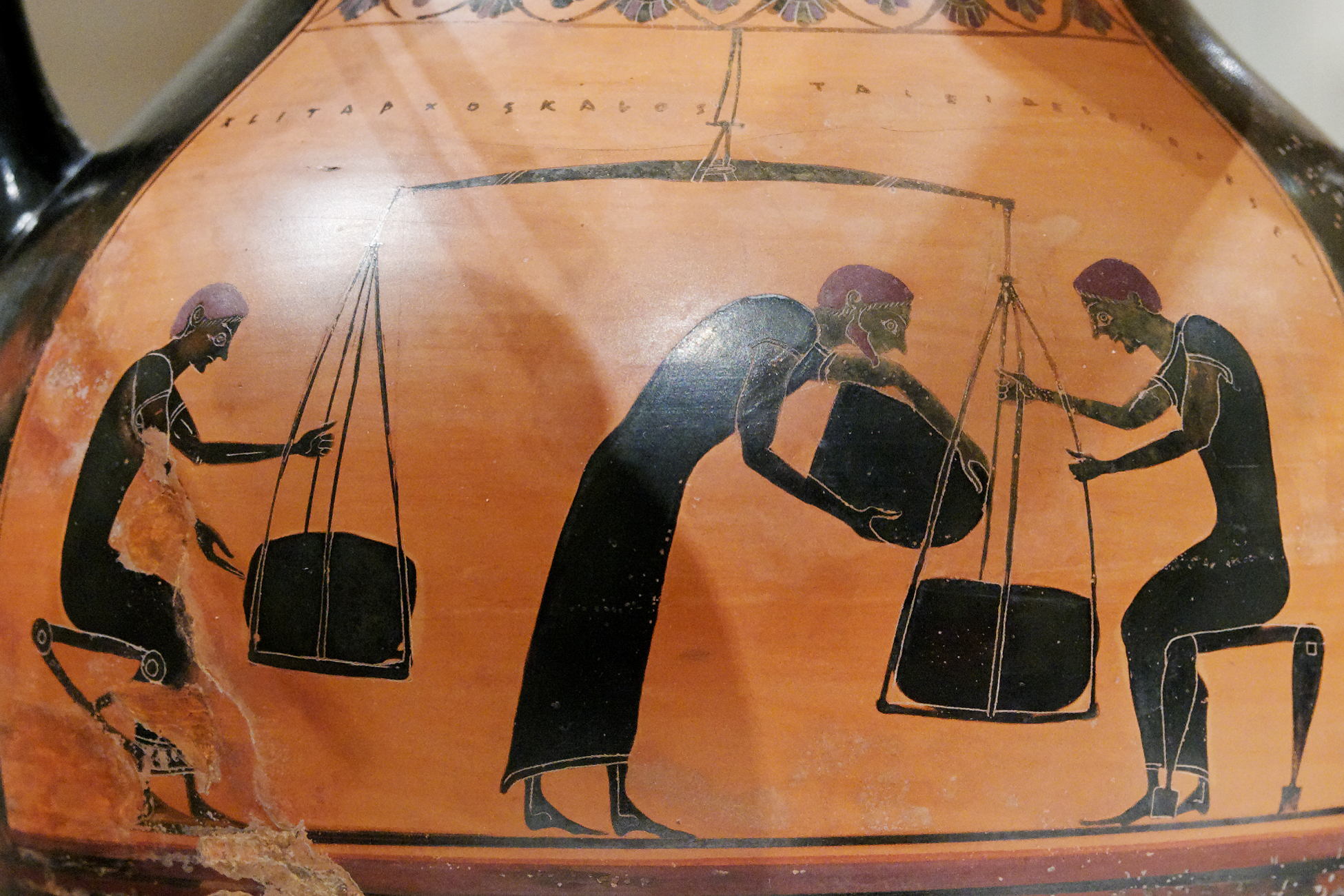
Pesaje de mercancías, lado B de un ánfora de figura negra en Ática. Museo Metropolitano de Arte.

Atenas se convirtió en la potencia económica dominante en Grecia hacia finales del siglo VI a. C., lo que se vio reforzado por el hallazgo de varias vetas de plata en las montañas vecinas, que aumentaron su riqueza. Estas vetas facilitaron un eficiente sistema de comercio con otras ciudades-estado griegas. Una vez más, las vasijas y otros utensilios de cocina parecen haber sido el producto más comercializado —se han recuperado más de 80.000 ánforas y otros objetos de este tipo en los alrededores de Atenas en excavaciones arqueológicas—. También parece que se comerciaba con obras de arte en mármol y bronce —aunque se trataba en gran medida de un producto de lujo, y este comercio solamente explotó realmente tras el ascenso de la República romana, ya que el arte griego ejerció una enorme influencia en la cultura romana a todos los niveles—. Sin embargo, Atenas comenzó a importar grano debido a las malas condiciones del suelo.
Las condiciones agrícolas que obligaron a Atenas a importar grano empezaron a crear agitación política hacia el año 600 a. C. Se cree que los agricultores arrendatarios pagaban una renta equivalente a la sexta parte de su producción, de ahí que se les conociera como «sexteadores». Los que no podían pagar su renta podían ser vendidos como esclavos por el propietario. En el año 594 Solón —uno de los grandes reformadores de Atenas— ordenaría la condonación de la deuda y la liberación de los vendidos como esclavos, una proclama conocida como la «Seisactheia». Aunque la proclamación de Solón fue una medida audaz, no pudo resolver realmente el problema de la escasa producción agrícola y la competencia entre los trabajadores por los puestos de trabajo. La deuda y la esclavitud, aunque eran problemas en sí mismos, también eran sintomáticos de los problemas agrícolas subyacentes.
Desde el punto de vista económico, la pobreza del suelo era únicamente uno de los problemas a los que Atenas tenía que hacer frente. Hay indicios de que el desempleo fue un problema importante y continuo durante gran parte de la historia de Atenas. Las reformas de Solón fomentaron la diversidad económica y el comercio. Si más gente empezó a dejar la agricultura, hay indicios de que Atenas tenía problemas para mantenerlos empleados. Incluso si encontraban trabajo, muchos no se beneficiaban plenamente de la economía ateniense.

### República insular de Rodas
La economía de Rodas durante toda la Antigüedad se basaba en gran medida en la navegación —debido a su posición geográfica cerca de Asia Menor—, tenía uno de los mejores puertos del Mediterráneo y construyó una economía floreciente basada en el comercio en toda esta zona, incluso en la época romana, hasta que los romanos tomaron una posesión de premio de Rodas (Delos) y la convirtieron en un puerto libre, llevándose así la mayor parte de su comercio, a partir de este punto, la economía rodiana se marchitó. Sin embargo, en sus mejores tiempos, Rodas fue, debido a su condición de puerto de premio, un objetivo frecuente de la piratería, por lo que el Gobierno de Rodas de la época creó una flota rápida y eficaz de buques rápidos que perseguían a los piratas para combatirlos.

## Período helenístico
El período helenístico supuso un importante punto de inflexión tanto en la historia económica griega como en la romana, ya que abrió el camino al comercio con Oriente, se desarrollaron nuevas técnicas agrícolas y se inició la difusión de una moneda relativamente uniforme por todo Oriente Próximo.

### Macedonia
El antiguo estado griego del reino de Macedonia adquirió importancia en el continente griego con el reinado de Filipo II.

### Alejandro y sus sucesores
Alejandro Magno, con la esperanza de vengarse del Imperio persa por sus pasados ataques en Grecia, abrió un camino hacia el Este a través del Imperio persa, derrotándolo finalmente y abriendo el camino para el comercio con la India, China y otras civilizaciones. Esto fue acompañado por una enorme expansión del comercio marítimo, estas rutas comerciales con el Lejano Oriente fueron posteriormente solidificadas por el Imperio romano. Uno de los resultados fue el gasto de lingotes que habían sido atesorados durante dos siglos por los sucesores de Ciro el Grande en los esfuerzos por conquistar territorios adicionales, crear fundaciones cívicas y ampliar los servicios gubernamentales; L. Sprague de Camp postula que esto creó un período de inflación sustancial que afectó al Mediterráneo oriental y a Oriente Medio durante varias décadas.
Sin embargo, la economía del mundo helenístico siguió siendo abrumadoramente agrícola. Los asentamientos eran de carácter urbano en el Asia seléucida, pero predominantemente rurales en el Egipto ptolemaico. Los modelos tradicionales de tenencia de la tierra predominaban en Asia, donde grandes extensiones de tierras reales eran trabajadas por campesinos vinculados a ellas. Gran parte de estas tierras se asignaban a individuos prominentes, a fincas de templos o a ciudades. La economía de las numerosas ciudades seléucidas, sin embargo, seguía el modelo griego, con tierras propiedad de los ciudadanos que las trabajaban con la ayuda de mano de obra esclava. En Egipto, los asentamientos urbanos eran escasos. Fuera de las tres ciudades de Naucratis, Ptolemaida y Alejandría, toda la tierra era teóricamente propiedad del rey, dividida en distritos (nomes), y administrada tanto por funcionarios cívicos tradicionales —nomarca, escriba real, komarca— como por funcionarios financieros de nueva creación el dioiketes en la capital, y el oikonomos y sus subordinados en el nomo. Además, los funcionarios militares —strategos, hiparcos y hegemon— supervisaban los nomos. Las tierras reales también se asignaban a particulares, a propiedades de los templos y, sobre todo, a pequeños agricultores —clerucos, más tarde llamados katoikoi, que en un principio poseían las tierras a cambio del servicio militar, pero cuya tenencia acabó siendo permanente y hereditaria. Todas las tierras parecen haber sido trabajadas por campesinos nativos vinculados a ellas, ya que la esclavitud era relativamente rara en el Egipto ptolemaico. La política ptolemaica consistía en aumentar la producción agrícola, y las innovaciones en la agricultura fueron en gran medida el resultado del patrocinio real. El archivo de Zenón de Cauno, de mediados del siglo III, nos informa muy bien sobre la recuperación de tierras a gran escala en el Fayún, donde se introdujeron nuevos cultivos y técnicas. Pero la mayoría de las innovaciones, tanto en Egipto como en Asia, se orientaron hacia los artículos de lujo y, con la excepción de las nuevas variedades de trigo, tuvieron poco efecto en la agricultura tradicional. En el Asia seléucida, el mayor desafío para la agricultura era alimentar las numerosas ciudades nuevas, en Egipto alimentar la metrópoli de Alejandría y suministrar el grano utilizado en la diplomacia ptolemaica. En la patria griega, continuaron las formas de agricultura establecidas. En la mayoría de las zonas, los ciudadanos libres se dedicaban a la agricultura con la ayuda de uno o dos esclavos, mientras que también persistían otras formas tradicionales de trabajo dependiente: los ilota en Esparta y los siervos en Creta. Sí se produjeron cambios en el modelo de tenencia de la tierra, ya que los ricos la acumularon a costa de los agricultores marginales.

## El mundo griego de la época romana
La Grecia continental dio paso a Asia Menor Occidental y a Alejandría como centros económicos y culturales de gran fama debido a la biblioteca y a su importancia en relación con el propio Alejandro Magno.
Pérgamo, otra famosa ciudad de la provincia romana de Asia (la actual Asia Menor Occidental) se convertiría en una de las ciudades más prósperas y famosas de Asia Menor, destacando por sus monumentos arquitectónicos, su excelente biblioteca y sus escuelas. También Éfeso, otra gran ciudad griega de la misma zona geográfica, se convirtió en una importante fuente de comercio y compitió con las demás metrópolis de la región por el título de «Primera ciudad de Asia».

## Economía bizantina
La economía bizantina fue la economía del Imperio bizantino que duró desde la fundación por Constantino de Nova Roma (Constantinopla) como capital de un Imperio helenizado y verdaderamente «grecorromano» en el año 330 hasta 1453. A lo largo de su historia empleó a un gran número de personas en enormes industrias, especialmente en la capital y en Tesalónica —la segunda ciudad del imperio—, en todo tipo de oficios, como la industria de la seda.

### Primeros tiempos
La economía bizantina temprana describe la economía del Imperio romano tras el cambio de su capital de la propia Roma a la recién fundada ciudad de Constantinopla (o «Nova Roma») por el emperador Constantino I. Era esencialmente una continuación de la antigua economía romana pero con un cambio en el flujo comercial hacia la recién floreciente ciudad griega en el Bósforo en lugar de la propia Roma.

### Tiempo medio
Durante los siglos XII y XIII, los bizantinos se vieron obligados a hacer algunas concesiones comerciales a sus rivales comerciales, los venecianos. Los intentos de Juan Comneno de revertir estos acuerdos comerciales condujeron a la acción naval veneciana y a que los bizantinos se vieran obligados a restablecer los acuerdos comerciales que eran favorables a los venecianos.

### Más tarde
Tras el saqueo de Constantinopla en 1204, la ciudad siguió aportando comercio, aunque con menos ganancias para Bizancio. El problema que tenían los bizantinos era que necesitaban la flota italiana para que les ayudara en las guerras, donde las tropas y los barcos eran escasos. Los bizantinos intentaron evitar que los venecianos alcanzaran la supremacía económica completa ayudando a sus oponentes de Milán y Génova.

## Grecia otomana
Durante el periodo de dominio otomano, los griegos, tanto en la costa occidental de Asia Menor como en la propia Grecia, desempeñaron un importante papel en el comercio, especialmente el marítimo —en el que los otomanos tenían poca experiencia—. Los centros de comercio incluían Constantinopla, Salónica y Esmirna. El Imperio otomano mantenía rutas comerciales con el Lejano Oriente a través de la antigua ruta de la seda, así como con todo el Mediterráneo. Los griegos también participaban en otros ámbitos de la economía, como la propiedad de cafeterías y otros negocios en Constantinopla. Sin embargo, tras la guerra de la independencia, los otomanos consideraron que los griegos no eran de fiar y su privilegiado estatus económico fue finalmente suplantado por el de los armenios. Sin embargo, a principios del siglo XX, los griegos poseían el 45% del capital del Imperio otomano, a pesar de ser una minoría. El desarrollo de la agricultura, sin embargo, se mantuvo estancado hasta las reformas que siguieron a la guerra de independencia de Grecia.

## Grecia moderna
La Grecia moderna comenzó su historia como Estado nación en 1829 y era en gran medida una zona económica no desarrollada, basada principalmente en la agricultura. Desde entonces se ha convertido en una nación modernizada y desarrollada.

### sigloXIX
Grecia entró en su periodo de nueva independencia en un estado algo diferente al de Serbia, que compartía muchos de los problemas económicos posteriores a la independencia, como la reforma agraria. En 1833, los griegos tomaron el control de un campo devastado por la guerra, despoblado en algunos lugares y obstaculizado por una agricultura primitiva y suelos marginales. Al igual que en Serbia, que consiguió su autonomía del Imperio otomano más o menos en la misma época, las comunicaciones eran malas, lo que suponía un obstáculo para cualquier comercio exterior más amplio. Incluso a finales del siglo XIX el desarrollo agrícola no había avanzado tanto como se pretendía, como explicó William Moffet, cónsul de Estados Unidos en Atenas:

La agricultura está aquí en las condiciones más subdesarrolladas. Incluso en la vecindad inmediata de Atenas es común encontrar el arado de madera y el rudo azadón que se usaban hace 2.000 años. Los campos se aran o se arañan, y los cultivos se vuelven a plantar temporada tras temporada, hasta que el suelo agotado no soporta más. No se utilizan fertilizantes en una medida apreciable, y los aperos de labranza son de lo más rudimentario. En algunos distritos se utiliza la irrigación y, por lo que he podido comprobar, los métodos utilizados pueden aprenderse fácilmente estudiando las prácticas de los antiguos egipcios. Grecia tiene aceitunas y uvas en abundancia, y de una calidad no superada; pero el aceite de oliva griego y el vino griego no soportan el transporte.

Grecia contaba con una importante clase comercial adinerada de notables rurales y armadores isleños, y con acceso a 36 000 km² de tierras expropiadas a propietarios musulmanes que habían sido expulsados durante la guerra de la independencia.

#### Reforma agraria
La reforma agraria representó la primera prueba real para el nuevo reino griego. El nuevo gobierno griego adoptó deliberadamente reformas agrarias destinadas a crear una clase de campesinos libres. La Law for the Dotation of Greek Families de 1835 concedió un crédito de 2000 dracmas a cada familia, que se utilizaría para comprar una granja de 49 000 m² en una subasta, en el marco de un plan de préstamos a bajo coste. El país estaba lleno de refugiados desplazados y de fincas turcas vacías. Mediante una serie de reformas agrarias a lo largo de varias décadas, el gobierno distribuyó estas tierras confiscadas entre los veteranos y los pobres, de modo que en 1870 la mayoría de las familias campesinas griegas poseían unos 81 000 m². Estas explotaciones eran demasiado pequeñas para la prosperidad, pero la reforma agraria señalaba el objetivo de una sociedad en la que los griegos eran iguales y podían mantenerse a sí mismos, en lugar de trabajar a sueldo en las fincas de los ricos. La base de clase de la rivalidad entre las facciones griegas se redujo así.

### sigloXX

#### Industria
Durante el siglo XIX, la actividad industrial en lento desarrollo —incluida la industria pesada, como la construcción naval— se concentró principalmente en Ermoupolis y El Pireo.
La serie de guerras entre 1912 y 1922 sirvió de catalizador para la industria griega, con la aparición de una serie de industrias como la textil, la de municiones y la de fabricación de botas para abastecer al ejército. Después de las guerras, la mayoría de estas industrias se reconvirtieron a usos civiles. Los refugiados griegos de Asia Menor, el más famoso de los cuales es Aristóteles Onassis, que procedía de Esmirna, también tuvieron un enorme impacto en la evolución de la industria y la banca griegas. Los griegos poseían el 45% del capital del Imperio otomano antes de 1914, y muchos de los refugiados expulsados de Turquía disponían de fondos y conocimientos que rápidamente pusieron en práctica en Grecia.
Estos refugiados de Asia Menor también provocaron un rápido crecimiento de las zonas urbanas en Grecia, ya que la gran mayoría de ellos se asentaron en centros urbanos como Atenas y Tesalónica. El censo de 1920 indicaba que el 36,3% de los griegos vivían en zonas urbanas o semiurbanas, mientras que el censo de 1928 indicaba que el 45,6% de los griegos vivían en zonas urbanas o semiurbanas. Muchos economistas griegos sostienen que estos refugiados mantuvieron la competitividad de la industria griega durante la década de 1920, ya que el excedente de mano de obra mantuvo los salarios reales muy bajos. Aunque esta tesis tiene sentido desde el punto de vista económico, es una mera especulación, ya que no existen datos fiables sobre los salarios y los precios en Grecia durante este periodo.
La industria griega entró en declive un poco antes de que el país entrara en la CE, y esta tendencia continuó. Aunque la productividad de los trabajadores aumentó considerablemente en Grecia, los costes laborales aumentaron demasiado rápido para que la industria manufacturera griega siguiera siendo competitiva en Europa. Además, las industrias griegas se modernizaron muy poco debido a la falta de financiación.

#### Dicotomización del dracma
Los problemas presupuestarios llevaron al gobierno griego a dicotomizar la dracma. Al no poder conseguir más préstamos del extranjero para financiar la guerra con Turquía, en 1922 el ministro de Finanzas, Petros Protopapadakis, declaró que cada dracma se reduciría esencialmente a la mitad. La mitad del valor de la dracma sería conservada por el propietario, y la otra mitad sería entregada por el gobierno a cambio de un préstamo del 6,5% a 20 años. La Segunda Guerra Mundial hizo que estos préstamos no se devolvieran, pero incluso si la guerra no se hubiera producido es dudoso que el gobierno griego hubiera sido capaz de devolver tan enormes deudas a su propia población. Esta estrategia supuso grandes ingresos para el Estado griego, y los efectos de la inflación fueron mínimos, ante la incapacidad del gobierno de devolver los préstamos contraídos por la década de guerra y el reasentamiento de los refugiados. La deflación se produjo después de esta dicotomización del dracma, así como un aumento de los tipos de interés. Estas políticas tuvieron el efecto de hacer que gran parte de la población perdiera la fe en su gobierno, y la inversión disminuyó, ya que la gente empezó a dejar de tener sus activos en efectivo, que se habían vuelto inestables, y empezó a tener bienes reales.

#### Gran Depresión
Cuando las repercusiones de la Gran Depresión afectaron a Grecia en 1932, el Banco de Grecia intentó adoptar políticas deflacionistas para evitar las crisis que se estaban produciendo en otros países, pero todas ellas fracasaron en gran medida. Durante un breve periodo, el dracma se vinculó al dólar estadounidense, pero esto era insostenible dado el gran déficit comercial del país, y los únicos efectos a largo plazo de esto fueron que las reservas de divisas de Grecia se agotaron casi por completo en 1932. Las remesas del extranjero disminuyeron bruscamente y el valor de la dracma empezó a caer en picado, pasando de 77 dracmas por dólar en marzo de 1931 a 111 dracmas por dólar en abril de 1931. Esto fue especialmente perjudicial para Grecia, ya que el país dependía de las importaciones del Reino Unido, Francia y Oriente Medio para muchas necesidades. Grecia abandonó el patrón oro en abril de 1932 y declaró una moratoria en todos los pagos de intereses. El país también adoptó políticas proteccionistas como las cuotas de importación, algo que hicieron varios países europeos durante ese periodo.

#### Transporte marítimo
El único sector en el que Grecia tuvo un gran éxito fue el de la navegación. La geografía de Grecia ha hecho que el país sea un actor importante en los asuntos marítimos desde la antigüedad, y Grecia tiene una fuerte tradición moderna que se remonta al Tratado de Küçük Kaynarca en 1774, que permitió a los barcos griegos escapar de la dominación otomana registrándose bajo la bandera rusa. El tratado propició la creación de varias casas comerciales griegas en el Mediterráneo y el Mar Negro, y tras la independencia, la industria naviera griega fue uno de los pocos puntos brillantes de la economía griega moderna durante el siglo XIX. Tras las dos guerras mundiales, la industria naviera griega se vio muy afectada por el declive del comercio mundial, pero en ambas ocasiones se reactivó rápidamente. El gobierno griego ayudó a la reactivación de la industria naval griega con promesas de seguros tras la Segunda Guerra Mundial. Magnates como Aristóteles Onassis también contribuyeron a reforzar la flota mercante griega, y el transporte marítimo sigue siendo uno de los pocos sectores en los que Grecia sigue destacando. En la actualidad, la marina mercante griega ocupa el tercer lugar a nivel mundial tanto en número de barcos como en tonelaje, y en algunos momentos de la década de 1990 Grecia fue el primer país. Grecia ocupa el quinto lugar en términos de registro, la razón de ello es que un número de capitanes griegos registran sus barcos bajo bandera chipriota, lo cual es fácil debido a las similitudes lingüísticas y culturales, y significativamente donde hay impuestos más bajos. En términos de registro, Chipre tiene la tercera flota mercante más grande, y la mayoría de estos barcos son en realidad propiedad de griegos, pero navegan bajo bandera chipriota a efectos fiscales.

#### Turismo
Fue en los años 1960/1970 cuando el turismo, que ahora representa el 15% del PIB griego, empezó a convertirse en una importante fuente de ingresos en divisas. En un principio, muchos miembros del gobierno griego se opusieron a ello, ya que se consideraba una fuente de ingresos muy inestable en caso de que se produjeran choques políticos. También se oponían muchos conservadores y la Iglesia por considerarlo malo para la moral del país. A pesar de las preocupaciones, el turismo creció significativamente en Grecia y fue fomentado por los sucesivos gobiernos, ya que era una fuente muy fácil de ingresos de divisas muy necesarios.

#### Agricultura
La resolución de la guerra greco-turca y el Tratado de Lausana el 24 de julio de 1923, dieron lugar a un intercambio de poblaciones entre Grecia y Turquía, que también tuvo enormes repercusiones en el sector agrícola de Grecia. Los tsifliks fueron abolidos y los refugiados griegos de Asia Menor se instalaron en estas fincas abandonadas y repartidas. En 1920, solamente el 4% de las explotaciones agrarias tenían un tamaño superior a 97 000 m², y el 0,3% de ellas se encontraban en grandes fincas de más de 0,50 km². Esta pauta de propiedad agrícola a pequeña escala ha continuado hasta la actualidad, y el reducido número de explotaciones más grandes ha disminuido ligeramente.
Grecia se diferenciaba mucho de cualquier otro país de la CE en el momento de su admisión, ya que la agricultura, aunque en declive, era un sector de la economía mucho mayor que en cualquier otro miembro de la CE. En 1981, la agricultura griega representaba el 17% del PIB y el 30% del empleo, en comparación con el 5% del PIB y menos del 10% del empleo en los países de la UE, excluyendo a Irlanda e Italia. Grecia consiguió aplicar las reformas según la Política Agrícola Común de la Unión Europea (PAC) antes de lo previsto, y los precios aumentaron en general hasta alcanzar los del resto de la CE. Anteriormente, Grecia había subvencionado mucho la agricultura, y el paso a la PAC supuso que Grecia pasara de las subvenciones a las ayudas a los precios, por lo que el consumidor, y no el contribuyente, soportaría la carga de apoyar a los agricultores. Debido a que la PAC se formuló pensando en otros países, los subsidios de la PAC tuvieron el efecto de alejar la producción de los productos en los que Grecia tenía una ventaja comparativa, lo que perjudicó a la balanza comercial del país. Aunque los ingresos agrícolas aumentaron ligeramente tras la entrada de Grecia en la CE, esto no ha detenido la tendencia general de un sector agrícola cada vez más reducido, en línea con otros países europeos.

#### Tras la Segunda Guerra Mundial
Grecia sufrió comparativamente mucho más que la mayoría de los países de Europa Occidental durante la Segunda Guerra Mundial debido a una serie de factores. La fuerte resistencia provocó inmensas represalias alemanas contra la población civil. Grecia también dependía de las importaciones de alimentos, y un bloqueo naval británico unido a las transferencias de productos agrícolas a Alemania provocó una hambruna. Se calcula que la población griega disminuyó un 7% durante la Segunda Guerra Mundial. Grecia sufrió una hiperinflación durante la guerra. En 1943, los precios eran un 34.864% superiores a los de 1940; en 1944, los precios eran un 163.910.000.000% superiores a los de 1940. La hiperinflación griega es la quinta peor de la historia económica, después de la de Hungría tras la Segunda Guerra Mundial, la de Zimbabue a finales de la década de 2000, la de Yugoslavia a mediados de la década de 1990 y la de Alemania tras la Primera Guerra Mundial.
La economía griega se encontraba en un estado extremadamente pobre en 1950 —tras el final de la Guerra Civil—, y su posición relativa se vio dramáticamente afectada. En ese año, Grecia tenía un PIB per cápita de 1.951 dólares, muy inferior al de países como Portugal (2.132 dólares), Polonia (2.480 dólares) e incluso México (2.085 dólares). El PIB per cápita de Grecia era comparable al de países como Bulgaria (1.651 $), Japón (1.873 $) o Marruecos (1.611 $). El PIB per cápita de Grecia creció rápidamente. El crecimiento de Grecia fue del 7% de media entre 1950 y 1973, una tasa únicamente superada por la de Japón durante el mismo periodo. En 1950, Grecia ocupaba el puesto 28 del mundo en cuanto a PIB per cápita, mientras que en 1970 ocupaba el puesto 20.

### Finales delsigloXX
Durante la década de los 80, a pesar de su pertenencia a la CE, Grecia sufrió unos malos resultados macroeconómicos debido a las políticas fiscales expansivas que llevaron a triplicar la relación entre deuda y PIB, que pasó de la modesta cifra del 34,5% en 1981 a los tres dígitos en la década de los 90. La segunda crisis del petróleo, tras la revolución iraní, perjudicó a Grecia, y la década de los 80 se vio asolada por una elevada inflación mientras los políticos aplicaban políticas populistas. La tasa media de inflación en Grecia durante los años 80 fue del 19%, el triple de la media de la UE. El déficit presupuestario griego también aumentó considerablemente durante los años 80, alcanzando un máximo del 9% en 1985. A finales de los años 80, Grecia puso en marcha programas de estabilización, reduciendo la inflación del 25% en 1985 al 16% en 1987. La deuda acumulada en los 80 era un gran problema para el gobierno griego, y en 1991 los pagos de intereses de la deuda pública alcanzaban casi el 12% del PIB. Cuando se firmó el Tratado de Maastricht en 1991, Grecia estaba muy lejos de cumplir los criterios de convergencia. Por ejemplo, la tasa de inflación de Grecia era del 19,8%, mientras que la media de la UE era del 4,07%, y el déficit público era del 11,5% del PIB, mientras que la media de la UE era del 3,64%. No obstante, Grecia pudo mejorar drásticamente sus finanzas durante la década de los 90, ya que tanto la inflación como el déficit presupuestario cayeron por debajo del 3% en 1999, y el gobierno ocultó los problemas económicos, por lo que cumplió los criterios de entrada en la eurozona —incluido el criterio del déficit presupuestario, incluso después de su reciente revisión calculada con el método vigente en ese momento—.

### Crisis de la deuda (2010-2018)

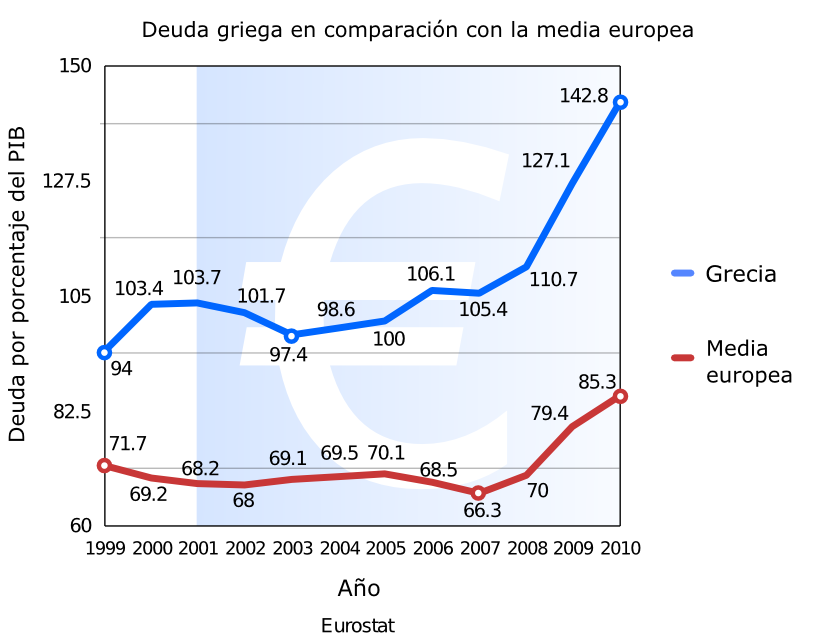
Evolución de la deuda pública griega en comparación con la media de la eurozona, entre 1999 y 2010. Azul= Grecia. Rojo= eurozona.

La economía griega había ido bien durante gran parte del siglo XX, con altas tasas de crecimiento y baja deuda pública. Como resultado de factores internos y externos —principalmente, la crisis financiera mundial de 2007-2008—, el país entró en una recesión prolongada en 2008 y, tras un aumento significativo de sus costes de endeudamiento, en abril de 2010 el gobierno se dio cuenta de que necesitaría un paquete de rescate financiero. En 2012, Grecia llevó a cabo la mayor reestructuración de su deuda soberana de la historia. En abril de 2014, Grecia regresó al mercado mundial de bonos al vender con éxito bonos del Estado a cinco años por valor de 3.000 millones de euros con un rendimiento del 4,95%. Grecia tuvo un crecimiento real del PIB del 0,7% en 2014, después de cinco años de caída. Después de un tercer rescate en 2015 —tras la elección del partido izquierdista SYRIZA—, los rescates de Grecia terminaron con éxito (según lo declarado) el 20 de agosto de 2018.